# Улянівка (Макарівський район)
Улянівка — колишнє село Макарівського району Київської області.

## Історія
За легендами, поселення виникло на початку XVIII століття, але підтвердження цьому в документах не знайдено. Більшість мешканців складали німці. У ХХ столітті тут було 43 будинки.
У радянський час Улянівка належала до Ситняківської сільради. Під час колективізації тут утворився колгосп ім. Е. Тельмана. Після Другої світової війни в селі працювала початкова школа.
З початку 1960-х років люди поступово покидають Улянівку, розбирають і перевозять свої дерев'яні будинки.
10 квітня 1972 р. видано рішення виконавчого комітету Київської обласної ради депутатів трудящих № 191 «Про зміни в адміністративно-територіальному поділі деяких районів області» відповідно до якого у Макарівському районі утворювалася Юрівська сільрада, до складу якої ввійшли Юрів, Завалівка, Копіївка, Улянівка, Червона Слобода.
24 травня 1976 року видано рішення виконавчого комітету Київської обласної ради депутатів трудящих № 230 ― «Про зміни в адміністративно-територіальному поділі деяких районів області», відповідно до якого, в зв'язку з переселенням жителів, село Улянівка Юрівської сільради Макарівського району було виключене з облікових даних.
На місці сільського цвинтаря в урочищі Улянівка на початку ХХІ століття було лише кілька хрестів, що нагадували про поселення.